# Babé
Babé war eine Familie von Orgel- und Instrumentenbauern in Berlin.

## Familie
Carl August Babé aus Stralsund machte 1810 ein Reparaturangebot für die Orgel in Bergen auf Rügen. Weitere Informationen zu seiner Person gibt es bisher nicht.
Carl Gustav Babé (* um 1785, † nach 1842) kam 1805 von Stralsund nach Wilhelminenhof bei Berlin und war dort als Orgelbauer tätig. 1829 zog er nach Berlin. 1834 bat er den Magistrat um Aufträge zur Wartung von Orgeln, da er zu wenig Arbeit habe und ständig Verleumdungen ausgesetzt sei. 1842 wurde er letztmals erwähnt.
F. Babé wurde 1830 als Instrumentenmacher und 1832 bis 1834 als Orgelbauer im Berliner Adressbuch verzeichnet. Arbeiten von ihm sind nicht bekannt.
Christian Georg Babé (auch George Babé; * um 1795, † um 1855) wurde in einer Inschrift in einer Orgel in Berlin von 1815 genannt. 1820 wurde er erstmals im Berliner Adressbuch als C. G. Babé in der Hospitalstraße 16 (heute Auguststraße) genannt, ab 1838 mit vollständigem Namen, 1855 letztmals, dort auch als Architekt.
C. W. L. Babé wurde zwischen 1861 und 1882 als Orgelbauer im Adressbuch von Berlin genannt, 1883 seine Witwe. Arbeiten von ihm sind nicht bekannt.

## Arbeiten (Auswahl)

### Carl Gustav Babé
Von Carl Gustav Babé sind drei kleinere Neubauten bei Berlin bekannt, dazu zwei Umsetzungen, eine Reparatur und mehrere Neubau und Reparaturangebote. Keine der Orgeln ist erhalten.
| Jahr | Ort                  | Gebäude             | Bild | Manuale | Register | Bemerkungen                                                                                 |
| ---- | -------------------- | ------------------- | ---- | ------- | -------- | ------------------------------------------------------------------------------------------- |
| 1815 | Niederschönhausen    | Dorfkirche          |      | I       | 6        | Neubau, nicht erhalten                                                                      |
| 1817 | Gerswalde            | Dorfkirche          |      | II/P    |          | Umsetzung einer Orgel aus Berlin, ersetzt durch Sauer                                       |
| 1819 | Köpenick             | St. Laurentius      |      | I       | 6        | Neubau einer kleinen Orgel, wahrscheinlich nicht erhalten                                   |
| 1819 | Köpenick             | Schlosskapelle      |      | I       | 6        | Neubau, 1846 ersetzt durch Buchholz                                                         |
| 1829 | Zinndorf             | Dorfkirche St. Anna |      | I/P     | 7        | Reparaturen, Orgel ersetzt                                                                  |
| 1838 | Liepe bei Eberswalde | Dorfkirche          |      |         |          | Umsetzung der Voigt-Orgel aus Eberswalde, Johanniskirche mit Umdisponierung, nicht erhalten |

### Christian Georg Babé
Von Christian Georg Babé sind folgende Orgelneubauten bekannt. Es ist keine erhalten.
| Jahr      | Ort              | Gebäude    | Bild | Manuale | Register | Bemerkungen |
| --------- | ---------------- | ---------- | ---- | ------- | -------- | --- |
| 1815      | Berlin           | ?          |      |         |          | Mitarbeit beim Neubau, Inschrift in Ventillade, 1903 Umsetzung nach Johanneswunsch (Dobrojewo) in der Neumark, wahrscheinlich nicht oder in sehr schlechtem Zustand erhalten |
| 1836–1837 | Löwenbruch       | Kirche     |      | I/P     | 12       | wahrscheinlich nicht erhalten |
| 1838      | Klandorf         | Kirche     |      | I       | 4        | Neubau oder Reparaturen, nicht erhalten |
| 1844–1845 | Rudow bei Berlin | Dorfkirche |      | I       | 5        | 1896 ersetzt durch Dinse |
| 1846      | Marienfelde      | Dorfkirche |      | I/P     | 7        | nicht erhalten |